# Liste des évêques de Bafoussam
Le diocèse de Bafoussam (Dioecesis Bafussamensis) est créé le 5 février 1970 par détachement de l'évêché de Nkongsamba.

## Évêques
- 5 février 1970 - 28 février 1978 : Denis Ngandé
- 28 février 1978 - 15 mars 1979 : siège vacant
- 15 mars 1979 - 27 novembre 1998 : André Wouking, nommé archevêque de Yaoundé
- 22 juin 1999 - 3 décembre 2009 : Joseph Atanga, S.J.
- 3 décembre 2009 - 5 mars 2011 : siège vacant
- 5 mars 2011 - 20 mars 2021 : Dieudonné Watio
- depuis le 27 novembre 2021 : Paul Lontsié-Keuné

## Évêques auxiliaires
- 11 novembre 1994 - 14 septembre 2013 : Gabriel Simo
- 7 novembre 2016 - 13 mai 2020 : Emmanuel Dassi Youfang, nommé évêque de Bafia

## Évêques originaires du diocèse
- Gabriel Simo (1937-2017), évêque auxiliaire de Douala puis de Bafoussam
- Emmanuel Dassi Youfang (né en 1967), évêque auxiliaire de Bafoussam puis évêque de Bafia

## Sources
- L'Annuaire Pontifical